# Denis Cerîșev
Denis Dmitrievici Cerîșev (în rusă Дени́с Дми́триевич Че́рышев; n. 26 decembrie 1990, Nijni Novgorod, RSFS Rusă, URSS) este un fotbalist rus și spaniol, care joacă pe post de mijlocaș lateral la Panionios în Super League Greece 2⁠(d). Pe plan internațional, are prezențe la națională pentru Rusia U17⁠(d), Rusia U21⁠(d), Rusia și Rusia⁠(d).

## Palmares

### Club
Real Madrid Castilla
- Segunda División B: 2011–12

Sevilla
- UEFA Europa League: 2013–14

## Statistici

### Club
La 21 aprilie 2019.
| Club                  | Sezon            | Campionat          | Campionat | Campionat | Cupă | Cupă | Continental | Continental | Total | Total |
| Club                  | Sezon            | Divizie            | M         | G         | M    | G    | M           | G           | M     | G     |
| --------------------- | ---------------- | ------------------ | --------- | --------- | ---- | ---- | ----------- | ----------- | ----- | ----- |
| Real Madrid B         | 2008–09          | Segunda División B | 9         | 0         | 0    | 0    | 0           | 0           | 9     | 0     |
| Real Madrid B         | 2010–11          | Segunda División B | 32        | 3         | 0    | 0    | 0           | 0           | 32    | 3     |
| Real Madrid B         | 2011–12          | Segunda División B | 34        | 8         | 0    | 0    | 0           | 0           | 34    | 8     |
| Real Madrid B         | 2012–13          | Segunda División   | 34        | 11        | 0    | 0    | 0           | 0           | 34    | 11    |
| Real Madrid B         | Total            | Total              | 109       | 22        | 0    | 0    | 0           | 0           | 109   | 22    |
| Real Madrid           | 2012–13          | La Liga            | 0         | 0         | 1    | 0    | 0           | 0           | 1     | 0     |
| Sevilla (împrumut)    | 2013–14          | La Liga            | 4         | 0         | 0    | 0    | 1           | 0           | 5     | 0     |
| Villarreal (împrumut) | 2014–15          | La Liga            | 26        | 4         | 6    | 1    | 8           | 2           | 40    | 7     |
| Real Madrid           | 2015–16          | La Liga            | 2         | 0         | 1    | 1    | 3           | 0           | 6     | 1     |
| Real Madrid           | Madrid total     | Madrid total       | 2         | 0         | 2    | 1    | 3           | 0           | 7     | 1     |
| Valencia (împrumut)   | 2015–16          | La Liga            | 7         | 3         | 1    | 0    | 0           | 0           | 8     | 3     |
| Villarreal            | 2016–17          | La Liga            | 11        | 0         | 1    | 0    | 6           | 0           | 18    | 0     |
| Villarreal            | 2017–18          | La Liga            | 24        | 2         | 3    | 1    | 5           | 1           | 32    | 4     |
| Villarreal            | Villarreal total | Villarreal total   | 61        | 6         | 10   | 2    | 19          | 3           | 90    | 11    |
| Valencia (împrumut)   | 2018–19          | La Liga            | 27        | 2         | 7    | 1    | 7           | 1           | 41    | 4     |
| Valencia (împrumut)   | Valencia total   | Valencia total     | 34        | 5         | 8    | 1    | 7           | 1           | 49    | 7     |
| Total carieră         | Total carieră    | Total carieră      | 210       | 33        | 20   | 4    | 30          | 4           | 260   | 41    |